# Edward Chwieduk
Edward Chwieduk – polski geolog, dr hab. nauk o Ziemi, profesor uczelni Instytutu Geologii Wydziału Nauk Geograficznych i Geologicznych Uniwersytetu im. Adama Mickiewicza w Poznaniu.

## Życiorys
8 czerwca 1999 obronił pracę doktorską Górnodewońskie i dolnokarbońskie koralowce Rugosa z Pomorza Zachodniego, 25 marca 2014 habilitował się na podstawie pracy zatytułowanej Paleogeograficzne i paleoekologiczne znaczenie koralowców Rugosa z najwyższego karbonu i permu Spitsbergenu. Został zatrudniony na stanowisku adiunkta w Instytucie Geologii na Wydziale Nauk Geograficznych i Geologicznych Uniwersytetu im. Adama Mickiewicza.
Jest członkiem Rady Dyscypliny Naukowej – Nauk o Ziemi i Środowisku  Uniwersytetu im. Adama Mickiewicza w Poznaniu.
Awansował na stanowisko profesora uczelni w Instytucie Geologii na Wydziale Nauk Geograficznych i Geologicznych Uniwersytetu im. Adama Mickiewicza w Poznaniu.